# Nomada aldrichi
Nomada aldrichi är en biart som beskrevs av Cockerell 1910. Nomada aldrichi ingår i släktet gökbin, och familjen långtungebin. Inga underarter finns listade i Catalogue of Life.